# Зелена Роща (Ковилкінський район)
Зелена Ро́ща (рос. Зелёная Роща, ерз. Зелёная Роща) — селище у складі Ковилкінського району Мордовії, Росія. Входить до складу Краснопрісненського сільського поселення.
Населення — 188 осіб 2010; 219 у 2002).
Національний склад станом на 2002 рік:
- росіяни — 82 %